# کیم جی-سوک (ورزشکار)
این یک نام کره‌ای است؛ نام خانوادگی کیم است.
کیم جی-سوک (کره‌ای: 김지석؛ زادهٔ ۱۳ ژوئن ۱۹۸۹) بازیکن حرفه‌ای گو اهل کره جنوبی است. آن یونگ-گیل استایل کیم جی-سوک را بسیار تهاجمی توصیف می‌کند.

## رکورد حرفه
- ۲۰۰۶: ۴۴ برد، ۲۶ باخت[۲]
- ۲۰۰۷: ۷۸ برد، ۳۱ باخت[۳]
- ۲۰۰۸: ۳۷ برد، ۲۴ باخت[۴]
- ۲۰۰۹: ۷۱ برد، ۲۰ باخت[۵]
- ۲۰۱۰: ۴۷ برد، ۲۲ باخت[۶]
- ۲۰۱۱: ۲۱ برد، ۸ باخت[۷]